# Dani Samuels
Daniele (Dani) Samuels (Fairfield, 26 mei 1988) is een Australische voormalige atlete, die gespecialiseerd was in het discuswerpen. Ze werd wereldkampioene in deze discipline en nam driemaal deel aan de Olympische Spelen. Bij sommige wedstrijden kwam ze ook uit op het onderdeel kogelstoten.

## Biografie

### Start atletiekloopbaan
Samuels werd geboren als tweede oudste in een gezin van vier kinderen en groeide op in Merrylands, een stadsdeel van Sydney. Op zevenjarige leeftijd sloot ze zich aan bij de Graystanes little athletic club. Tijdens haar studie aan de Westfields Sports High School  deed ze aan basketbal, totdat ze onder leiding van Denis Knowles begon te trainen.

### Goud op WK voor B-junioren
Dani Samuels was vijftien, toen zij voor het eerst optrad in een groot internationaal toernooi. Op de wereldkampioenschappen voor B-junioren van 2003 in Sherbrooke, Canada, werd zij bij het kogelstoten dertiende in de kwalificatieronde. Twee jaar later boekte zij op ditzelfde toernooi in Marrakesh haar eerste internationale succes. Bij het discuswerpen won ze een gouden medaille met een worp van 54,09 m en bij het kogelstoten werd het brons met 15,53. Op het Olympisch Jeugd Festival van Australië dat jaar won Samuels het kogelstoten en werd zij tweede bij het discuswerpen. 

### Eveneens goud op WK voor A-junioren
Het jaar 2006 ging Samuels van start met een twaalfde plaats bij het kogelstoten op de Gemenebestspelen in Melbourne, maar veroverde zij bij het discuswerpen met een beste worp van 59,44 de bronzen medaille, haar eerste plak op een groot seniorentoernooi, terwijl zij nog maar zeventien jaar oud was. Op de wereldkampioenschappen voor junioren U20 in Peking werd zij vervolgens bij het kogelstoten, dat door de Nederlandse Melissa Boekelman werd gewonnen, zevende, maar was zij bij het discuswerpen met een PR-prestatie van 60,63 veruit de beste. Als vertegenwoordigster van Oceanië sloot zij het seizoen af met een zesde plaats bij de wereldbekerwedstrijden in Athene.
Na dit jaar besloot Dani Samuels om zich in het vervolg op de grote toernooien te beperken tot het discuswerpen.
In 2007 kwam Samuels op de universiade in Bangkok bij het discuswerpen tot een beste prestatie van 60,47, waarmee zij slechts in de Cubaanse Yarelis Barrios, die tot een afstand van 61,36 kwam, haar meerdere moest erkennen. Enkele weken later nam zij deel aan haar eerste wereldkampioenschappen bij de senioren, die van  Osaka, maar daar miste zij met 60,44 als beste 'non-qualifier' met een halve meter de finaleboot.

### Wereldkampioene bij de senioren
In 2008 op de Olympische Spelen van 2008 in Peking lukte het Samuels wel om zich te plaatsen voor de finale van het discuswerpen. Hierin moest ze evenwel genoegen nemen met een negende plaats in 60,15. Een jaar later boekte ze echter de grootste prestatie van haar sportcarrière. Na eerder op de universiade in Belgrado reeds de titel bij het discuswerpen te hebben veroverd, won zij een maand later op de WK in Berlijn op haar favoriete onderdeel eveneens goud. Met een persoonlijk record van 65,44 versloeg ze met een kleine voorsprong Yarelis Barrios (zilver; 65,31) en de Roemeense Nicoleta Grasu (brons; 65,20). Met deze prestatie voegde Dani Samuels zich bij een select gezelschap van atleten, onder wie Valerie Adams, Usain Bolt, Jelena Isinbajeva en David Storl, dat in alle leeftijdscategorieën een wereldtitel veroverde.
In 2010 verbeterde zij haar persoonlijk record verder tot 65,84 in het internationale voorseizoen in Sydney. Ze kwam dat seizoen verder niet meer tot die afstand. Haar belangrijkste internationale optreden van dat jaar, bij de IAAF Continental Cup, wist ze niet winnend af te sluiten. Ze werd vierde. De Gemenebestspelen in Delhi sloeg Samuels over, omdat ze vreesde voor een terroristische aanslag.

### Vertrouwen terug ... of toch niet?
De WK van Daegu in 2011 verliepen teleurstellend voor Dani Samuels. Ze haalde net de finale, waar ze geen enkele worp van boven de 60 meter wist te realiseren. Na afloop vermoedde Samuels, dat de druk om de wereldtitel te verdedigen te veel voor haar was geworden.
In de loop van 2011-2012 hervond ze haar zelfvertrouwen en werd de druk lager, waardoor ze vertrouwen kreeg in een goed verloop van de Olympische Spelen van Londen. In Londen plaatste ze zich in de kwalificatieronde met een goede worp van 63,97 als zevende voor de finale. Vervolgens slaagde zij er op het moment suprême echter niet in om boven zichzelf uit te stijgen en bleef zij met 60,40 op de twaalfde en laatste plaats steken.
Op de WK in Moskou ging het een jaar later niet veel beter. Opnieuw kwalificeerde Samuels zich met een beste worp van 62,85 als zevende relatief gemakkelijk voor de finale, waarin zij er wederom niet in slaagde om die prestatie te overtreffen. Met 62,42 eindigde zij in de Russische hoofdstad als tiende. Vier jaar na haar wereldtitel in Berlijn blijkt de Australische nog steeds te worstelen met de vraag, of zij de vorm die zij toen had, ooit weer terugkrijgt.
Op de Olympische Spelen van 2016 in Rio de Janeiro miste ze op een haar na het podium. Ze werd vierde met een beste poging van 64,90.
In oktober 2021 maakte Samuels bekend, dat zij een punt zette achter haar atletiekloopbaan.

## Titels
- Wereldkampioene discuswerpen - 2009
- Gemenebestkampioene discuswerpen - 2014
- Universitair kampioene discuswerpen - 2009
- Australisch kampioene discuswerpen - 2005, 2006, 2007, 2008, 2009, 2010, 2011, 2012, 2014
- Australisch kampioene kogelstoten - 2006, 2007, 2009, 2012
- Wereldkampioene junioren discuswerpen - 2006
- Wereldkampioene B-junioren discuswerpen - 2005

## Persoonlijke records
| Onderdeel    | Prestatie | Datum        | Plaats    |
| ------------ | --------- | ------------ | --------- |
| kogelstoten  | 16,82 m   | 3 maart 2013 | Sydney    |
| discuswerpen | 66,81 m   | 6 april 2014 | Melbourne |

## Palmares

### discuswerpen
Kampioenschappen
- 2005:  WK junioren U18 - 54,09 m
- 2006:  Gemenebestspelen - 59,44 m
- 2006:  WJK - 60,63 (WJL)
- 2006: 6e Wereldbeker - 59,68 m
- 2007: 6e in kwal. WK - 60,44 m
- 2007:  Universiade - 60,47 m
- 2008: 9e OS - 60,15 m (in kwal. 61,72 m)
- 2009:  Universiade - 62,48 m
- 2009:  WK - 65,44 m
- 2009: 5e Wereldatletiekfinale - 59,94 m
- 2010: 4e Continental Cup - 61,34 m
- 2011: 10e WK - 59,14 m (in kwal. 60,05 m)
- 2012: 12e OS - 60,40 m (in kwal. 63,97 m)
- 2013: 10e WK - 62,42 m (in kwal. 62,85 m)
- 2014:  Gemenebestspelen - 64,88 m
- 2014:  IAAF Continental Cup - 64,39
- 2015: 6e WK - 63,14 m
- 2016: 4e OS - 64,90 m
- 2017:  WK - 69,64 m (AR)

Diamond League-podiumplekken
- 2010:  Qatar Athletic Super Grand Prix – 64,67 m
- 2010:  Athletissima – 62,05 m
- 2011:  Shanghai Golden Grand Prix – 61,98 m
- 2011:  British Grand Prix – 62,33 m
- 2012:  Shanghai Golden Grand Prix – 62,34 m
- 2012:  Meeting Areva – 61,81 m
- 2014:  Shanghai Golden Grand Prix – 67,89 m
- 2014:  Meeting Areva – 67,40 m
- 2014:  Glasgow Grand Prix – 65,21 m

### kogelstoten
- 2003: 13e in kwal. WK B-junioren - 11,59 m
- 2005:  WK B-junioren - 15,53 m
- 2006: 12e Gemenebestspelen - 14,91 m
- 2006: 7e WJK - 15,71 m

1983 Martina Hellmann ·
1987 Martina Hellmann ·
1991 Tsvetanka Khristova ·
1993 Olga Tsjernjavskaja ·
1995 Ellina Zvereva ·
1997 Beatrice Faumuina ·
1999 Franka Dietzsch ·
2001 Ellina Zvereva ·
2003 Iryna Jatsjanka ·
2005 Franka Dietzsch ·
2007 Franka Dietzsch ·
2009 Dani Samuels ·
2011 Li Yanfeng ·
2013 Sandra Perković ·
2015 Denia Caballero ·
2017 Sandra Perković ·
2019 Yaimé Pérez ·
2022 Feng Bin ·
2023 Laulauga Tausaga